# أرناو فيرير
أرناو فيرير (بالإسبانية: Arnau Ferrer) هو متزحلق جبال الألب إسباني، ولد في 3 سبتمبر 1990 في إسبانيا.